# تكون حلقي متفجر

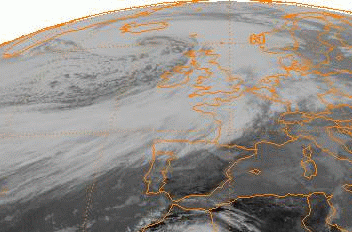
تعمقت عاصفة براير في يناير 1993 بشكل متفجر إلى مستوى قياسي بلغ 913 ملي بار (hPa)

التولد الحلقي المتفجر (يسمى أيضًا باسم قنبلة الطقس،  قنبلة أرصاد جوية،  تطوير متفجر،  إعصار قنبلة  أو توليد قنابل ) هو التعميق السريع لمنطقة الضغط المنخفض الإعصارية خارج المدارية. التغيير في الضغط اللازم لتصنيف شيء ما على أنه تكوين حلقي متفجر يعتمد على خط العرض. على سبيل المثال، عند خط عرض 60 درجة، يحدث التكوّن الحلقي المتفجر إذا انخفض الضغط المركزي بمقدار 24 ملي بار (hPa) أو أكثر في غضون 24 ساعة. يعد هذا حدثًا شتويًا بحريًا في الغالب،  ولكنه يحدث أيضًا في الأماكن القارية،  حتى في فصل الصيف.  هذه العملية هي المكافئ خارج المداري للتعمق المداري السريع. على الرغم من اختلاف تكوينها الدوري تمامًا عن الأعاصير المدارية، إلا أن الأعاصير الحلزونية يمكن أن تنتج رياحًا تتراوح من 74 إلى 95 ميل في الساعة (119 إلى 153 كم/س)، وهو نفس ترتيب الفئات الأولى من مقياس Saffir-Simpson، وينتج عنها هطول امطار غزيرة. على الرغم من أن أقلية فقط من القنابل أصبحت قوية جدًا، إلا أن بعض القنابل الأضعف تتسبب أيضًا بأضرار كبيرة.

## تاريخ
في الأربعينيات والخمسينيات من القرن الماضي، بدأ علماء الأرصاد الجوية في مدرسة بيرغن للأرصاد الجوية في تسمية بعض العواصف التي نمت فوق البحر بـ «قنابل» لأنها تطورت بشكل كبيرة بحيث كانت نادرًا ما تُرى على اليابسة.
بحلول سبعينيات القرن الماضي، كان البروفيسور في معهد ماساتشوستس للتكنولوجيا فريد ساندرز يستخدم المصطلحين «التولد الدوري المتفجر» وحتى «قنابل الأرصاد الجوية» (بناءً على عمل تور بيرجيرون من الخمسينيات)، الذي جلب المصطلح إلى الاستخدام الشائع في مقال نشر عام 1980 في المجلة الشهرية. مراجعة الطقس. في عام 1980، عرّف ساندرز وزميله جون جياكوم «القنبلة» بأنها إعصار خارج استوائي يتعمق بمقدار (24 خطيئة / خطيئة 60 درجة) ميغا بايت على الأقل في غضون 24 ساعة، حيث تمثل φ خط العرض. يعتمد هذا على التعريف، الموحّد من قبل Bergeron، للتطوير المتفجر للإعصار عند 60 درجة شمالاً كما يتعمق بمقدار 24 ميغابايت في 24 ساعة. أشار ساندرز وجياكوم إلى أن التكثيف المكافئ يعتمد على خط العرض: عند القطبين سيكون هذا انخفاضًا في الضغط بمقدار 28 ميغا بايت / 24 ساعة، بينما عند خط عرض 25 درجة سيكون 12 ميغا بايت / 24 ساعة فقط. كل هذه المعدلات مؤهلة لما أطلق عليه ساندرز وجياكوم «1 بيرجيرون».

## تشكيل
تم الاستشهاد بعدم الاستقرار الباروكليني كواحدة من الآليات الرئيسية لتطوير الأعاصير الأكثر عمقًا بشكل متفجر. ومع ذلك، فإن الأدوار النسبية للعمليات الباروكلينيكية والسكري في التعمق المتفجر للأعاصير المدارية كانت موضع نقاش (مع الاستشهاد بدراسات الحالة) لفترة طويلة. تشمل العوامل الأخرى الموضع النسبي لحوض 500 هيكتوباسكال وأنماط سمك ، وعمليات التروبوسفير الجبهية العميقة التي تحدث في المنبع والمصب من السطح المنخفض، وتأثير التفاعل بين الهواء والبحر، وانبعاث الحرارة الكامنة. 

### المناطق والحركة

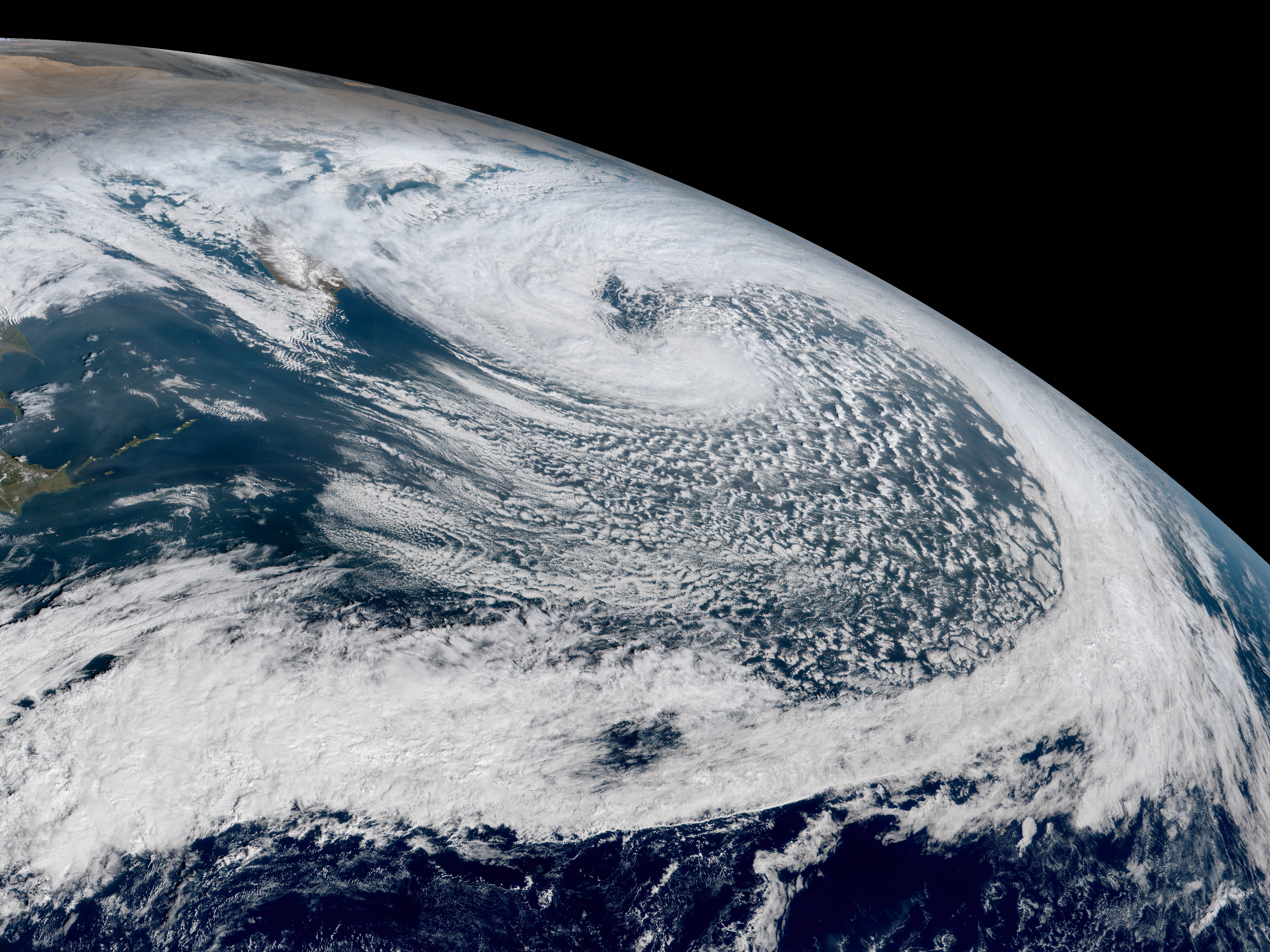
يمكن أن يؤدي امتصاص بقايا الإعصار المداري القوي إلى حدوث تكوّن حلقي متفجر

المناطق الأربعة الأكثر نشاطًا حيث يحدث التكوّن الحلقي المتفجر خارج المداري في العالم هي شمال غرب المحيط الهادئ، وشمال المحيط الأطلسي، وجنوب غرب المحيط الهادئ، وجنوب المحيط الأطلسي.
في النصف الشمالي من الكرة الأرضية، يوجد الحد الأقصى لتكرار الأعاصير المتفجرة العميقة داخل أو إلى الشمال من تيار الخليج الأطلسي وتيار كوروشيو في غرب المحيط الهادئ،  وفي نصف الكرة الجنوبي توجد أدنى مستويات الساحل الشرقي الأسترالي فوق الشرق التيار الأسترالي، والذي يوضح أهمية التفاعل الجوي والبحري في بدء الأعاصير المدارية خارج المدارية وتطورها بسرعة.
تظهر الأعاصير المتفجرة العميقة جنوب 50 درجة جنوبا في كثير من الأحيان حركة في اتجاه خط الاستواء، على عكس الحركة القطبية لمعظم قنابل نصف الكرة الشمالي. على مدار العام، تطور 45 إعصارًا في المتوسط في نصف الكرة الشمالي و 26 في نصف الكرة الجنوبي بشكل متفجر، معظمها في فصل الشتاء في نصف الكرة الأرضية المعني. لوحظ وجود موسمية أقل في حوادث التكوّن الحلقي للقنابل في نصف الكرة الجنوبي.

## استخدامات أخرى لـ «قنبلة الطقس»
يستخدم مصطلح «قنبلة الطقس» بشكل شائع في نيوزيلندا لوصف أحداث الطقس الدرامية أو المدمرة. نادرًا ما تكون الأحداث هي الحالات الفعلية للتكوين الحلقي المتفجر، حيث أن التعميق السريع لمناطق الضغط المنخفض أمر نادر الحدوث حول نيوزيلندا. قد يؤدي استخدام "القنبلة" إلى الخلط مع مصطلح الأرصاد الجوية المحدد بدقة. في اليابان، مصطلح " bomb cyclone (爆弾低気圧 bakudan teikiatsu) يستخدم على حد سواء أكاديميًا وشائعًا للإشارة إلى الإعصار خارج المداري الذي يلبي شروط "القنبلة" الخاصة بالأرصاد الجوية.
قد يكون مصطلح "قنبلة" مثيرًا للجدل إلى حد ما. عندما احتج باحثون أوروبيون على أنه مصطلح حربي، قال فريد ساندرز، المؤلف المشارك للورقة البحثية التي قدمت استخدام الأرصاد الجوية: "إذا لماذا لا نستخدم مصطلح"الجبهة "؟.